# 2000年夏季残疾人奥林匹克运动会拉脱维亚代表团
2000年夏季残疾人奥林匹克运动会拉脱维亚代表团是拉脱维亚派出的2000年夏季残疾人奥林匹克运动会代表团。获得3枚铜牌。